# 11e législature de la République islamique d'Iran
La 11e Assemblée consultative islamique (persan : دوره یازدهم مجلس شورای اسلامی) était le 35e Parlement iranien qui a débuté le 27 mai 2020 et s'est terminé le 26 mai 2024 à la suite des élections législatives du 21 février et du 11 septembre 2020.

## Composition
279 députés ont été élus au premier tour des élections législatives qui se sont tenues le 21 février 2020. 
Le deuxième tour pour élire les 11 sièges restants a été reporté en raison de la pandémie de COVID-19 en Iran et s'est tenu le 11 septembre 2020.